# Ägyptische Islamische Arbeitspartei
Die Ägyptische Islamische Arbeitspartei (arabisch حزب العمل الإسلامى المصرى, DMG Ḥizb al-ʿamal al-islāmī al-miṣrī, ehemals Sozialistische Arbeitspartei arabisch حزب العمل الاشتراكى, DMG Ḥizb al-ʿamal al-ištirākī) ist eine islamistische Partei in Ägypten. Sie war von 2000 bis 2011 verboten und ist heute Mitglied der Demokratischen Allianz für Ägypten.

## Politische Ideologie
Die Partei, die am 9. September 1978 von Ibrahim Schukri und anderen als Nachfolger der Jungägyptischen Partei etabliert wurde, war ursprünglich eine sozialistische Partei. Seit 1986 ist die Partei einem großen ideologischen Wechsel unterzogen worden, was sie zur islamistischen Partei machte. Dieser Wandel wurde bei der fünften Parteikonferenz im Jahre 1989, welche unter dem Titel „Reform für eine islamische Perspektive“ abgehalten wurde, demonstriert.
Im September 2006 zog die Partei internationale Medienaufmerksamkeit auf sich. Nach dem sogenannten Papstzitat von Regensburg, das Teil einer Vorlesung Benedikts XVI. über den Islam war, warf sie diesem Ahnungslosigkeit und Beleidigung des Propheten Mohammed vor und rief zu Protesten auf.

## Wahlergebnisse
Die Partei und wenige andere boykottierten die Parlamentswahl 1990, da der Zusatzparagraf des Wahlrechts von 1972 vereinigte Parteilisten verbot und die Sozialistische Arbeitspartei sich mit der Muslimbruderschaft zusammenschließen wollte, um bei den Wahlen größere Stimmen einzufangen.

## Verbot
Am 20. Mai 2000 entschied das Ägyptische Komitee für politische Angelegenheiten (des federführenden Ausschusses für die Genehmigung der Gründung von politischen Parteien in Ägypten), die Aktivitäten der Arbeitspartei einzufrieren und seine Zeitung al Shaab zu suspendieren. Der Ausschuss bezog sich auf Artikel 17 des Politischen Parteiengesetzes, welches dazu befähigt, Aktivitäten einer Partei zu suspendieren – als ein Mittel zur Beendigung einer Entscheidung oder Handlung durch eine Partei, die im Gegensatz zu den höheren Interessen des Landes ist.
Das Komitee begründete seine Entscheidung mit der Spaltung innerhalb der Reihen der Partei: Eine Gruppe wird von Hamdi Ahmad geführt, einem Mitglied des Parteivorstandes, und die andere durch Ahmad Idris. Die Entscheidung des Ausschusses bezog sich auf die offizielle Beschwerde, die durch jene Parteimitglieder eingebracht wurde, welche Sorge um den Parteivorsitz ausdrückten. Die beiden Parteimitglieder baten auch um die Suspendierung der Veröffentlichung Al-Shaabs und um das Einfrieren der Bankkonten der Partei. Der Vorsitzende der Arbeitspartei, Ibrahim Schukri, beschrieb diese Forderungen als illegal.